# Алессандро Б'янко
Алессандро Б'янко (італ. Alessandro Bianco, нар. 1 жовтня 2002, Турин) — італійський футболіст, півзахисник клубу «Фіорентина» та молодіжної збірної Італії.

## Клубна кар'єра
Народився 1 жовтня 2002 року в місті Турин. Вихованець юнацьких команд футбольних клубів «Обрассано Габетто», «Торіно», «Чісола» та «Фіорентина». Після отримання першого виклику до основної команди з Флоренції в лютому 2021 року та підписання першого професіонального контракту в березні, він дебютував у основній команді «Фіорентини» 13 серпня 2021 року в поєдинку Кубка Італії проти «Козенци». 4 січня 2023 року в матчі проти «Монци» (1:1) він дебютував у Серії A і загалом до кінця сезону взявши участь у 7 матчах чемпіонату.
14 липня 2023 року Б'янко перейшов на правах оренди на один сезон до «Реджани» з Серії B, де за цей час зіграв 37 матчів і забив 2 голи в усіх турнірах. Після повернення з оренди Б'янко вийшов на заміну за «Фіорентину» у першому матчі Серії А сезону 2024/25 проти «Парми», а також вийшов у стартовому складі кваліфікації Ліги конференцій проти «Академії Пушкаша» (3:3), але ще до закриття трансферного вікна 30 серпня 2024 року Б'янко був орендований клубом Серії А «Монца». Граючи у складі «Монци» також здебільшого виходив на поле в основному складі команди. Влітку 2025 року Б'янко знову повернувся до «Фіорентини».

## Виступи за збірні
2020 року зіграв один матч у складі юнацької збірної Італії (U-18), після чого з командою до 20 років взяв участь у 5 іграх турніру Under 20 Elite League 2021/22, вигравши зі збірною турнір.
Протягом 2023—2025 років залучався до складу молодіжної збірної Італії, з якою став учасником молодіжного чемпіонату Європи 2025 року у Словаччині, де італійці дійшли до чвертьфіналу. Всього на молодіжному рівні зіграв у 7 офіційних матчах, забив 1 гол.

## Статистика виступів

### Статистика клубних виступів
Станом на 18 травня 2025
| Сезон                  | Команда                | Чемпіонат              | Чемпіонат | Чемпіонат | Національний кубок | Національний кубок | Національний кубок | Континентальні кубки | Континентальні кубки | Континентальні кубки | Інші змагання | Інші змагання | Інші змагання | Усього | Усього |
| Сезон                  | Команда                | Ліга                   | Ігор      | Голів     | Ліга               | Ігор               | Голів              | Ліга                 | Ігор                 | Голів                | Ліга          | Ігор          | Голів         | Ігор   | Голів  |
| ---------------------- | ---------------------- | ---------------------- | --------- | --------- | ------------------ | ------------------ | ------------------ | -------------------- | -------------------- | -------------------- | ------------- | ------------- | ------------- | ------ | ------ |
| 2021–22                | «Фіорентина»           | A                      | 0         | 0         | КІ                 | 2                  | 0                  | -                    | -                    | -                    | -             | -             | -             | 2      | 0      |
| 2022–23                | «Фіорентина»           | A                      | 7         | 0         | КІ                 | 0                  | 0                  | ЛК                   | 5                    | 0                    | -             | -             | -             | 12     | 0      |
| 2023–24                | «Реджяна»              | B                      | 34        | 2         | КІ                 | 3                  | 0                  | -                    | -                    | -                    | -             | -             | -             | 37     | 2      |
| серп. 2024             | «Фіорентина»           | A                      | 1         | 0         | КІ                 | 0                  | 0                  | ЛК                   | 1                    | 0                    | -             | -             | -             | 2      | 0      |
| Усього за «Фіорентину» | Усього за «Фіорентину» | Усього за «Фіорентину» | 8         | 0         |                    | 2                  | 0                  |                      | 6                    | 0                    |               | -             | -             | 16     | 0      |
| серп. 2024–25          | «Монца»                | A                      | 34        | 1         | КІ                 | 1                  | 0                  | -                    | -                    | -                    | -             | -             | -             | 35     | 1      |
| Усього за кар'єру      | Усього за кар'єру      | Усього за кар'єру      | 67        | 3         |                    | 6                  | 0                  |                      | 6                    | 0                    |               | -             | -             | 79     | 3      |